# Tonndorf (Türingia)
Tonndorf település Németországban, azon belül Türingiában. Lakosainak száma 638 fő (2023. december 31.). Tonndorf Bad Berka, Klettbach és Nauendorf községekkel határos.

## Népesség
A település népességének változása:
| Lakosok száma | 639  | 656  | 650  | 650  | 638  |
|               | 2017 | 2019 | 2021 | 2022 | 2023 |